# Elektriciteitscentrale Harisson
De Harisson-elektriciteitscentrale is een steenkoolgestookte thermische centrale in Haywood, West Virginia, VS. De 305 meter hoge schoorsteen van de centrale werd in 1994 gebouwd.